# Nagyhegyes
Nagyhegyes là một thị trấn thuộc hạt Hajdú-Bihar, Hungary. Thị trấn này có diện tích 132,76 km², dân số năm 2010 là 2770 người, mật độ 21 người/km².